# Pilotrichella tetragona
Pilotrichella tetragona là một loài Rêu trong họ Meteoriaceae. Loài này được (Sw. ex Hedw.) Besch. mô tả khoa học đầu tiên năm 1872.